# Nannoscincus exos
Nannoscincus exos är en ödleart som beskrevs av  Bauer och SADLIER 2002. Nannoscincus exos ingår i släktet Nannoscincus och familjen skinkar. IUCN kategoriserar arten globalt som akut hotad.
Artens utbredningsområde är Nya Kaledonien. Inga underarter finns listade i Catalogue of Life.